# (8217) Dominikhašek
(8217) Dominikhašek – planetoida z grupy pasa głównego asteroid okrążająca Słońce w ciągu 3 lat i 137 dni w średniej odległości 2,25 au. Została odkryta 21 kwietnia 1995 roku w obserwatorium astronomicznym w Ondřejovie przez Petra Pravca i Lenkę Šarounovą. Nazwa planetoidy pochodzi od Dominika Haška (ur. 1965), czeskiego hokeisty. Przed nadaniem nazwy planetoida nosiła oznaczenie tymczasowe (8217) 1995 HC.